# Claribel Alegría
Clara Isabel Alegría Vides (Estelí, Nicaragua, 12 de maig de 1924 - Managua, Nicaragua, 25 de gener de 2018) fou una poeta, assagista, novel·lista, traductora i periodista nicaragüenca que ha esdevingut una veu bàsica en la literatura de l'Amèrica central contemporània. Escrivia amb el pseudònim de Claribel Alegría.

## Biografia

### Infància
Va néixer el 12 de maig de 1924 a Estelí, Nicaragua, de pares nicararagüencs i salvadorencs. Va créixer a la ciutat de Santa Ana, a l'occident del Salvador. Amb només vuit anys, hi va presenciar la massacre de més de trenta mil camperols i indígenes.

### Educació
El 1943 Alegría es mudà als Estats Units a estudiar a la Universitat George Washington, a Washington DC. El 1948, es graduà amb el diploma de Filosofia i Lletres.

### Compromís polític
Va viure als Estats Units durant molts d'anys, i es casà amb l'escriptor estatunidenc Darwin J. Flakoll. El 1985 Alegría va tornar a Nicaragua per ajudar a ressuscitar-la després de la Guerra Civil. Les massacres de 1932 la feren una gran defensora de la no-violència.
Durant el seu exercici com a cònsol de Nicaragua als Estats Units va ser declarada funcionària non grata pel govern de Ronald Reagan en represàlia cap al govern nicaragüenc per haver expulsat diversos funcionaris de la seva ambaixada a Managua. L'11 de juliol de 1988, el Govern de Nicaragua havia expulsat l'ambaixador dels Estats Units, Richard Melton i altres membres de l'ambaixada nord-americana a Managua. El govern sandinista va denunciar el suport dels EUA a l'oposició. L'endemà, el president Ronald Reagan va ordenar la sortida de l'ambaixador nicaragüenc a Washington, Dr. Carlos Tünnermann Bernheim , i set funcionaris dels consolats de Nova York, Miami, Houston, Los Angeles, San Francisco, Chicago i Washington DC.
El 1995, el seu home va morir a Managua.
Cal destacar que passà diverses etapes de la seva vida a Deià, Mallorca.

## Obra
Entre les seves obres, hi ha diverses novel·les històriques com Somoza, expediente cerrado: La historia de un ajusticiamiento (1993), en què parla de la vida del dictador nicaragüenc Anastasio Somoza. Aquest i altres llibres varen ser escrits en col·laboració amb el seu home. La seva obra (poesia, novel·la i contes) segueix les línies de la seva època, cerca la denúncia social i vindica els drets humans amb un llenguatge a vegades antiliterari.
La seva obra s'enfoca a la realitat del seu temps i al compromís social amb la situació política. La seva poesia investiga formalment en allò que s'ha catalogat com un nou surrealisme d'intencionat llenguatge de carrer, esquinçat i vehement, i en una diversitat de temes que van ser des de la denúncia social i el compromís polític fins als grans temes existencials. Les seves tendències literàries són el reflex del corrent literari que es va impulsar a Centreamèrica en els anys de 1950-1960 del que es conegué com la "Generació compromesa".

### Llista d'obres
- Anillo de silencio (1948)
- Vigilias (1953)
- Acuario (1955)
- Huésped de mi tiempo (1961)
- Vía única (1965)
- Aprendizaje (1970)
- Pasaré a cobrar y otros poemas (1973)
- Sobrevivo (1978, Premio Casa de las Américas de Poesía
- Flores del volcán; suma y sigue (1981)
- Tres cuentos (1958)
- Álbum familiar (1984)
- Despierta, mi bien, despierta (1986)
- Luisa en el país de la realidad (1987)
- Cenizas de Izalco (1966)
- La encrucijada salvadoreña (1980)
- Nicaragua: la revolución sandinista (1980)
- No me agarran viva: la mujer salvadoreña en lucha (1983)
- Para romper el silencio: resistencia y lucha en las cárceles salvadoreñas (1984)

## Premis i reconeixements
- 1964: La novel·la Cenizas de Izalco , escrita en col·laboració amb DJ Flakoll, va ser finalista del Premi Biblioteca Breu de Seix Barral, Barcelona, Espanya.
- 1978 - Premi Casa de las Americas de Cuba l'any 1978 per Sobrevivo[9][10]
- 1992: Juntament amb DJ Flakoll rep un diploma de reconeixement de El Nuevo Amanecer Cultural, suplement de El Nuevo Diario.
- 1994: L'Alcalde d'Estelí li va atorgar un pergamí declarant-la “Ciudadana del Siglo”.
- 1996: Va guanyar una beca de la Fundació Civitella Ranieri d'Umbría, Itàlia.
- 1997: La Unión de Artistas y Escritores de El Salvador li va entregar una placa i un Diploma d'Honor.
- 1998: Doctorat Honoris Causa de la Universitat d'Eastern Connecticut.
- 1999: Diploma de Honor al Mérito de la Universidad Centroamericana en Managua.
- 2004: Ordre de les Arts i les Lletres, govern de França.[11]
- 2005: Doctorat Honoris Causa de la Universitat de León.
- 2006: Neustadt International Prize for Literature[12][13]
- 2006: Premi Neustadt, Oklahoma, i la revista World Literature Today.[14]
- 2010: Orde Gabriela Mistral, govern de Xile.
- 2010: Orde de l'Estrella de la Solidaritat Italiana amb el rang de Comandant del Govern d'Itàlia.
- 2011: Homenatjada en el VIIè Festival Internacional de Poesia de Granada.
- 2011: Menció especial de la Xarxa Internacional d'Escriptors per la Terra als Premios Ondas Mediterráneas.
- 2017: XXVI Premi Reina Sofía de Poesia Iberoamericana de la Universitat de Salamanca i Patrimoni Nacional d'Espanya. El premi reconeix el conjunt de l'obra d'un autor viu que, pel seu valor literari, constitueix una aportació rellevant al patrimoni cultural comú d'Iberoamèrica i Espanya. En el seu discurs d'acceptació del guardó va homenatjar les grans escriptores llatinoamericanes, des de Sor Juana Inés de la Cruz fins a Gabriela Mistral.[8]